# Аоре
Аоре (англ. Aore) — остров в Тихом океане в архипелаге Новые Гебриды. Входит в состав государства Вануату. Вместе с соседним островом Эспириту-Санто и несколькими более маленькими островами, образует провинцию Санма.

## География
Остров Аоре находится в северной части архипелага Новые Гебриды и расположен в 1 км от юго-восточного побережья острова Эспириту-Санто и примерно в 1200 км к северо-востоку от Австралии.
Аоре имеет коралловое происхождение и представляет собой поднятый атолл. Высшая точка острова достигает 122 м.
Климат на Аоре влажный тропический. Среднегодовое количество осадков составляет около 3000 мм. Остров подвержен частым циклонам и землетрясениям.

## История
Острова Вануату были заселены примерно 2000 лет назад в ходе миграции населения через Соломоновы острова из северо-западной части Тихого океана и Папуа — Новой Гвинеи. Колонизация островов осуществлялась в ходе длительных морских плаваний на больших каноэ, которые могли вместить до 200 человек. В ходе одних из последних исследований на Аоре, французскими археологами были найдены керамические черепки культуры лапита, возраст которых оценивается в 4000 лет.
В марте 1906 года Аоре, как и другие острова Новых Гебрид, стали совместным владением Франции и Британии, то есть архипелаг получил статус англо-французского кондоминиума.
30 июня 1980 года Новые Гебриды получили независимость от Великобритании и Франции, и остров Аоре стал территорией Республики Вануату.

## Население
В 2009 году численность населения острова составляла 556 человека.
Основными языками общения на острове являются бислама, французский и английский, хотя также существует местный язык аоре, находящийся на грани исчезновения.

## Экономика
Основное занятие местных жителей — сельское хозяйство (значительную часть Аоре занимают плантации кокосовой пальмы). Активно развивает туризм.